# ناحیه الین، شهرستان مک‌لین، ایلینوی
شهرستان الین، بخش مک‌لین، الینواز (به انگلیسی: Allin Township, McLean County, Illinois) یک منطقهٔ مسکونی در ایالات متحده آمریکا است که در ایلی‌نوی واقع شده‌است.

## خصوصیات
شهرستان الین ۹۱۹ نفر جمعیت دارد.